# Wootton Fitzpaine
Wootton Fitzpaine – wieś w Anglii, w hrabstwie Dorset. Leży 34 km na zachód od miasta Dorchester i 212 km na południowy zachód od Londynu.